# مرادآباد (نازیل، یک)
مرادآباد روستایی در دهستان نازیل بخش نازیل شهرستان تفتان استان سیستان و بلوچستان ایران است.

## جمعیت
بر پایه سرشماری عمومی نفوس و مسکن در سال ۱۳۹۵ جمعیت این روستا ۱۴ نفر (۸خانوار) بوده‌است.